# Clásico Brown de Adrogué-Tristán Suárez
El clásico Brown de Adrogué-Tristán Suárez, también denominado clásico Sureño, es un duelo del fútbol de ascenso en Argentina que se remonta a los primeros cruces de ambos equipos hace 48 años, dado que en 1976 disputaron la zona permanencia de la Primera C,  originando la rivalidad entre sus aficionados. En la temporada de Primera C 1988-89 se agravó la enemistad y el antagonismo, cuando nuevamente volvieron a luchar la permanencia de categoría. Debido a los reiterados incidentes este enfrentamiento es considerado de "alto riesgo".
Las instituciones están localizadas en la Zona Sur del Gran Buenos Aires donde las ciudades de cada equipo Tristán Suárez y Adrogué se ubican en la cercanía de 18 kilómetros. Las parcialidades sostienen una muy fuerte rivalidad que derivó a través de las décadas en varios  incidentes y polémicas, donde cada clásico es disputado fuertemente.
 Otra vez fue suspendido el partido entre Brown de Adrogué y Tristán Suárez. La falta de seguridad, sobre todo para los encuentros de alto riesgo.
Por ese motivo sufrió otra postergación el clásico sureño que ayer debían jugar, en cancha de Temperley, Brown de Adrogué y Tristán Suárez. Diario Clarín, 10 de enero 1997.
Cuentan con amplio historial dado que los equipos se enfrentaron hasta en cuatro categorías del ascenso con frecuencia desde el 15 de mayo de 1976, en esa oportunidad el Tricolor de Adrogué venció 3-2 en Tristán Suárez.

## Historia
Brown de Adrogué le ganó el clásico a Tristán Suárez por 1 a 0, en el adelanto de la cuarta fecha de la segunda fase de la B. Diario Popular, 25 de marzo 2006.

Luego del antagonismo surgido a mediados de la década de los 70' en primera C, donde pelearon dos permanencias, la otra fue a finales de los 80', en ambos casos descendiendo la institución de Adrogué. Nuevamente vuelve a disputarse el clásico ya en tercera categoría. 
Finalmente tras el ascenso del equipo Tricolor, vuelven a enfrentarse en primera B. En enero de 1997, donde fue suspendido el primer clásico que debian jugar en estadio neutral ante la falta de garantías en la cancha de Brown de Adrogué. 
Los organismos de seguridad procupados por los hechos de violencia ocurridos entre ambas parcialidades al pasar las décadas, citaron este duelo de "alto riesgo", y solicitaron un fuerte operativo policial, el costo del mismo no pudo ser asumido por la institución de Adrogué y se postergó el partido.
En un clásico disputado en Adrogué, se produjeron incidentes entre las parcialidades y la hinchada del equipo tricolor se jactó de sustraerle banderas a sus vecinos de Ezeiza. "La Barra de Adrogué: Recordaron a su rival por aquella historia de las banderas" (revista ascenso)
Dos años después en 2009 -ya con la prohibición del público visitante- parciales de Tristán Suárez en su Estadio 20 de Octubre, molestos por el resultado en el clásico, decidieron ir en busca de sus propios jugadores, como así también de "allegados" y dirigentes de sus vecinos de Adrogué, está situación derivó en enfrentamientos con la policía que intento proteger a la delegación tricolor. El estadio de Suárez fue clausurado, pasando a jugar en cancha de Los Andes sin público.
Seis años posteriores, con Brown de Adrogué ya en segunda categoría y tras el ascenso de Tristán Suárez vuelve a disputarse el clásico en la primera Nacional.
En el primer clásico que disputan en la segunda categoría luego de algunos años sin cruzarce no faltaron las polémicas entre jugadores, cuerpo técnico y dirigentes. El equipo de Ezeiza enardecido por fallos arbitrales (perdió el partido sobre la hora) una vez concluido el enfrentamiento produjo climas de tención en el campo de juego.
Los responsables de la institución de Adrogué acusaron a dirigentes y allegados de Tristán Suárez, luego de la derrota, en ingresar al campo de juego generando un clima de tención que pudo derivar en una batalla campal. 
Los dirigentes y jugadores del club de Ezeiza acusaron de ser burlados, provocados y hurtados arbitralmente por sus rivales de Adrogué. En la semana posterior al Clásico siguieron las protestas y las acusaciones en los medios de zona sur.

"Fue muy claro todo, nos robaron dos puntos", haciendo referencia al penal a favor que no le cobraron a Tristán Suárez en los últimos minutos del partido.

"Fue injusta la derrota" ante el Tricolor, considerando que el equipo fue muy perjudicado por el árbitro: “Obviamente la bronca aún no se nos fue. Cobró un penal que no era para Brown, y luego no nos cobra un penal clarísimo. Se notó que en el segundo tiempo nos empezó a cobrar todo en contra.
"Uno trata de no faltar el respeto, pero que ellos tampoco te lo falten (por las supuestas burlas de sus vecinos de Adrogué). No vi si pasó algo o no en el post partido. Sé que entraron dirigentes de Tristán, pero no sabría decirte si fueron a la parte donde estaban los de Brown".

Por estas cosas el fútbol argentino está como está, obviamente con complicidad de dirigentes, (acusando a la institución Tricolor) pero es un terreno que prefiero no tocar.
 Extracto, Política del Sur, Ezequiel Melillo (Tristán Suarez), 18 de junio, 2021 

## La rivalidad
Brown espera mantener su bonanza, hoy se viene un nuevo desafío ante Tristán Suárez en uno de los clásicos más atrayentes del sur, desde las 15.30, en Adrogué.  Extracto, diario Popular, 6 de septiembre de 2011. 
Cada Clásico es vivido pasionalmente por las parcialidades de ambos equipos donde sobresalen el colorido y los cánticos desafiantes por viejas rencillas, que se dedican mutuamente sus aficionados.
 Gran marco en el “Lorenzo Arandilla”. El sector “Gastón Grecco” sumamente colmado, alentó siempre y a su rival le dedicaron: "Si vos sos de Suárez me tenes que decir porque tenes miedo y a Adrogué no venis." Extracto, Revista Ascenso

La banda de Suárez, como siempre, copó la cabecera. Comenzaron con su repertorio habitual: "Adrogué, Adrogué / allá en tu cancha nos mandaste en cana / la policía siempre fue tu hinchada" Extracto, Revista Ascenso.

## Tabla comparativa
| Observaciones       |                     |                     |
| ------------------- | ------------------- | ------------------- |
| Nombre completo     | Club Tristán Suárez | Club Atlético Brown |
| Fecha de fundación  | 8 de agosto de 1929 | 3 de marzo de 1945  |
| Apodo               | Lechero             | Tricolor            |
| Temporadas          |                     |                     |
| Total en AFA        | 63                  | 82                  |
| en Segunda División | 4                   | 11                  |
| en Tercera División | 38                  | 48                  |
| en Cuarta División  | 21                  | 20                  |
| en Quinta División  | 0                   | 3                   |
| Títulos             |                     |                     |
| Total en AFA        | 1                   | 2                   |
| en Tercera División | 0                   | 1                   |
| en Cuarta División  | 1                   | 1                   |

## Partidos oficiales
| #  | Torneo                            | Ronda  | Estadio        | Local          | Resultado | Visitante      | Goles (L)                                        | Goles (V)                                            |
| -- | --------------------------------- | ------ | -------------- | -------------- | --------- | -------------- | ------------------------------------------------ | ---------------------------------------------------- |
| 1  | Primera C 1976                    | ZB 9   | Tristán Suárez | Tristán Suárez | 2-3       | Brown          | ?                                                | ?                                                    |
| 2  | Primera C 1976                    | ZB 18  | Brown          | Brown          | 2-0       | Tristán Suárez | ?                                                |                                                      |
| 3  | Primera C 1976                    | ZP 3   | Tristán Suárez | Tristán Suárez | 0-0       | Brown          |                                                  |                                                      |
| 4  | Primera C 1976                    | ZP 12  | Brown          | Brown          | 0-2       | Tristán Suárez |                                                  | ?                                                    |
| 5  | Primera C 1981                    | 13     | Tristán Suárez | Tristán Suárez | 3-0       | Brown          | López (2); Aragón                                |                                                      |
| 6  | Primera C 1981                    | 32     | Brown          | Brown          | 0-0       | Tristán Suárez |                                                  |                                                      |
| 7  | Primera C 1987/1988               | 6      | Brown          | Brown          | 1-0       | Tristán Suárez | Mario Díaz                                       |                                                      |
| 8  | Primera C 1987/1988               | 25     | Tristán Suárez | Tristán Suárez | 2-1       | Brown          | Héctor Rivero; Walter Quiroga                    | Mario Villa                                          |
| 9  | Primera C 1988/1989               | 2      | Brown          | Brown          | 1-1       | Tristán Suárez | Rafael Tejada                                    | Miguel Fernández                                     |
| 10 | Primera C 1988/1989               | 21     | Brown          | Brown          | 1-0       | Tristán Suárez | Claudio Angarola                                 |                                                      |
| 11 | Primera C 1991/1992               | 1      | Tristán Suárez | Tristán Suárez | 2-2       | Brown          | Gabriel Escobar; Víctor Gallardo (p)             | Samuel Villagra; Adrián Vilella                      |
| 12 | Primera C 1991/1992               | 18     | Brown          | Brown          | 0-0       | Tristán Suárez |                                                  |                                                      |
| 13 | Primera C 1992/1993               | Ap 14  | Brown          | Brown          | 3-1       | Tristán Suárez | Martín Ragusa; Adrián Vilella (p); Paulo Ferraro | Cristian Figueroa                                    |
| 14 | Primera C 1992/1993               | Cl 14  | Tristán Suárez | Tristán Suárez | 1-2       | Brown          | Claudio Medina (p)                               | Julio Arias; Sergio Vieytes                          |
| 15 | Primera C 1993/1994               | Ap 15  | Tristán Suárez | Tristán Suárez | 2-1       | Brown          | Roberto Díaz (e/c); Mariano Millán               | Ariel Reina                                          |
| 16 | Primera C 1993/1994               | Cl 15  | Brown          | Brown          | 1-0       | Tristán Suárez | Martín Ragusa                                    |                                                      |
| 17 | Primera C 1994/1995               | Ap 1   | Tristán Suárez | Tristán Suárez | 1-0       | Brown          | Miguel Leites                                    |                                                      |
| 18 | Primera C 1994/1995               | Cl 1   | Brown          | Brown          | 1-1       | Tristán Suárez | José Correa                                      | Ariel Reina                                          |
| 19 | Primera B Metropolitana 1997/1998 | Ap 4   | Brown          | Brown          | 1-1       | Tristán Suárez | Víctor Zwenger                                   | Raúl Wensel                                          |
| 20 | Primera B Metropolitana 1997/1998 | Cl 4   | Tristán Suárez | Tristán Suárez | 0-1       | Brown          |                                                  | Leonardo Tilger                                      |
| 21 | Primera B Metropolitana 1998/1999 | Ap 5   | Tristán Suárez | Tristán Suárez | 3-0       | Brown          | Marcos Alarcón; Ernesto Hareza; Marcelo Blanco   |                                                      |
| 22 | Primera B Metropolitana 1998/1999 | Cl 5   | Brown          | Brown          | 1-2       | Tristán Suárez | Daniel Colángelo                                 | Silvio Gaitán; Eduardo Bazán Vera                    |
| 23 | Primera B Metropolitana 1999/2000 | 14     | Brown          | Brown          | 1-1       | Tristán Suárez | Osvaldo Bianchi                                  | Ariel Mangiantini                                    |
| 24 | Primera B Metropolitana 1999/2000 | 31     | Tristán Suárez | Tristán Suárez | 2-3       | Brown          | Ramón Méndez; Ariel Mangiantini                  | Adrián Zen Bonacorsi; Ramiro Ramírez; Rubén Enrique  |
| 25 | Primera B Metropolitana 2000/2001 | 18     | Brown          | Brown          | 3-1       | Tristán Suárez | Ariel Pérez (2); Mario Escudero                  | Santiago Galván                                      |
| 26 | Primera B Metropolitana 2000/2001 | 37     | Tristán Suárez | Tristán Suárez | 2-1       | Brown          | Mariano Romero; Diego Salto                      | Eduardo Scalenghe                                    |
| 27 | Primera B Metropolitana 2001/2002 | 13     | Tristán Suárez | Tristán Suárez | 0-2       | Brown          |                                                  | Darío Lema; Gastón Grecco                            |
| 28 | Primera B Metropolitana 2001/2002 | 34     | Brown          | Brown          | 3-1       | Tristán Suárez | Darío Lema (2); Ariel Zen Bonacorsi              | Alejandro Riveros (p)                                |
| 29 | Primera B Metropolitana 2002/2003 | 8      | Temperley      | Brown          | 1-1       | Tristán Suárez | Ramiro Ramírez                                   | Adrián Czornomaz                                     |
| 30 | Primera B Metropolitana 2003/2004 | Ap 14  | Tristán Suárez | Tristán Suárez | 2-1       | Brown          | Gustavo Lema; Gabriel Gandarillas                | Armando Montenegro                                   |
| 31 | Primera B Metropolitana 2003/2004 | Cl 14  | Brown          | Brown          | 1-2       | Tristán Suárez | Fernando Zagharián;                              | Enrique Primeriano; Silvio Galván                    |
| 32 | Primera B Metropolitana 2004/2005 | Ap 13  | Brown          | Brown          | 0-1       | Tristán Suárez |                                                  | Sebastián Abeledo                                    |
| 33 | Primera B Metropolitana 2004/2005 | Cl 13  | Tristán Suárez | Tristán Suárez | 1-1       | Brown          | Lucas Concistre                                  | Fernando Giarrizo                                    |
| 34 | Primera B Metropolitana 2005/2006 | Int 7  | Tristán Suárez | Tristán Suárez | 0-1       | Brown          |                                                  | Cristian Chávez                                      |
| 35 | Primera B Metropolitana 2005/2006 | Int 18 | Brown          | Brown          | 1-1       | Tristán Suárez | Adrián Zen Bonacorsi                             | Diego Passarelli                                     |
| 36 | Primera B Metropolitana 2005/2006 | SF 4   | Tristán Suárez | Tristán Suárez | 0-1       | Brown          |                                                  | Félix Décima                                         |
| 37 | Primera B Metropolitana 2005/2006 | SF 8   | Brown          | Brown          | 1-3       | Tristán Suárez | Adrián Zen Bonacorsi                             | Miguel Gómez (e/c); Ignacio Bernuez; Ismael Villalba |
| 38 | Primera B Metropolitana 2006/2007 | Ap 1   | Tristán Suárez | Tristán Suárez | 1-2       | Brown          | Daniel Bazán Vera                                | Andrés Montenegro; Pablo Genovese                    |
| 39 | Primera B Metropolitana 2006/2007 | Cl 1   | Brown          | Brown          | 1-1       | Tristán Suárez | Fernando Zagharián                               | Daniel Bazán Vera                                    |
| 40 | Primera B Metropolitana 2007/2008 | 20     | Brown          | Brown          | 3-3       | Tristán Suárez | Fernando Zagharián; Gastón Grecco (2)            | Alejandro Muñoz; Ismael Villalba; Diego Katip        |
| 41 | Primera B Metropolitana 2007/2008 | 41     | Tristán Suárez | Tristán Suárez | 0-1       | Brown          |                                                  | Gastón Grecco                                        |
| 42 | Primera B Metropolitana 2008/2009 | 18     | Brown          | Brown          | 0-0       | Tristán Suárez |                                                  |                                                      |
| 43 | Primera B Metropolitana 2008/2009 | 39     | Tristán Suárez | Tristán Suárez | 0-2       | Brown          |                                                  | Jacobo Mansilla; Claudio Núñez                       |
| 44 | Primera B Metropolitana 2009/2010 | 2      | Tristán Suárez | Tristán Suárez | 1-1       | Brown          | Juan Peralta                                     | Fernando Zagharián                                   |
| 45 | Primera B Metropolitana 2009/2010 | 23     | Brown          | Brown          | 2-1       | Tristán Suárez | Oscar Villamayor; Martín Ábalos                  | Juan Peralta                                         |
| 46 | Primera B Metropolitana 2010/2011 | 21     | Tristán Suárez | Tristán Suárez | 1-0       | Brown          | L. Mondragón                                     |                                                      |
| 47 | Primera B Metropolitana 2010/2011 | 42     | Brown          | Brown          | 2-1       | Tristán Suárez | Cristian Biglia; Juan Casado                     | Pablo Despósito                                      |
| 48 | Primera B Metropolitana 2011/2012 | 6      | Brown          | Brown          | 3-2       | Tristán Suárez | Gastón Grecco (3)                                | Jorge Chiquilito; Nicolás Bauchet                    |
| 49 | Primera B Metropolitana 2011/2012 | 27     | Tristán Suárez | Tristán Suárez | 3-3       | Brown          | M. Sánchez; Daniel Bazán Vera; Nelson Martínez   | Gastón Grecco; Facundo Lemmo; Guzmán                 |
| 50 | Primera B Metropolitana 2012/2013 | 7      | Tristán Suárez | Tristán Suárez | 1-0       | Brown          | Daniel Bazán Vera                                |                                                      |
| 51 | Primera B Metropolitana 2012/2013 | 28     | Brown          | Brown          | 2-1       | Tristán Suárez | Martín Fabbro; Gastón Grecco                     | Daniel Bazán Vera                                    |
| 52 | Primera B Metropolitana 2014      | ZA 6   | Tristán Suárez | Tristán Suárez | 1-0       | Brown          | Hernán Boyero                                    |                                                      |
| 53 | Primera B Metropolitana 2014      | ZA 17  | Brown          | Brown          | 0-0       | Tristán Suárez |                                                  |                                                      |
| 54 | Primera B Metropolitana 2015      | 20     | Tristán Suárez | Tristán Suárez | 1-1       | Brown          | Lucas Farías                                     | Adrián Maidana                                       |
| 55 | Primera B Metropolitana 2015      | 41     | Brown          | Brown          | 0-0       | Tristán Suárez |                                                  |                                                      |
| 56 | Primera Nacional 2021             | 12     | Brown          | Brown          | 2-1       | Tristán Suárez | Nicolás Arrechea; Matías Noble                   | Ezequiel Melillo                                     |
| 57 | Primera Nacional 2021             | 29     | Tristán Suárez | Tristán Suárez | 2-2       | Brown          | Juan Pucheta (2)                                 | Facundo Bruera (2)                                   |
| 58 | Primera Nacional 2022             | 18     | Brown          | Brown          | 1-0       | Tristán Suárez | Enzo Ortiz                                       |                                                      |
| 59 | Primera Nacional 2023             | 16     | Brown          | Brown          | 2-1       | Tristán Suárez | Germán Pared (e/c); Juan Mendoza                 | Braian Miranda                                       |
| 60 | Primera Nacional 2023             | 33     | Tristán Suárez | Tristán Suárez | 2-0       | Brown          | Braian Miranda; Gonzalo Bergessio (p)            |                                                      |

## Historial
Para confeccionar la siguiente tabla se toman en cuenta todos los partidos oficiales reconocidos por AFA.
- Actualizado hasta octubre de 2023.

| Competición             | Partidos | Victorias | Victorias | Empates | Goles | Goles |
| ----------------------- | -------- | --------- | --------- | ------- | ----- | ----- |
| Primera Nacional        | 5        | 3         | 1         | 1       | 7     | 6     |
| Primera B Metropolitana | 37       | 14        | 10        | 13      | 46    | 42    |
| Primera C (3° nivel)    | 6        | 2         | 2         | 2       | 5     | 7     |
| Primera C (4° nivel)    | 12       | 5         | 3         | 4       | 14    | 11    |
| Total                   | 60       | 24        | 16        | 20      | 72    | 66    |